# Kevin Plawecki
Kevin Jeffrey Plawecki (* 26. Februar 1991 in Hinsdale, Illinois) ist ein US-amerikanischer Baseballspieler in der Major League Baseball (MLB) auf der Position des Catchers. Derzeit spielt Plawecki für die Boston Red Sox.

## Karriere

### Draft und Minor League
Kevin Plawecki wurde an 35. Stelle in der ersten Runde des MLB Draft 2012 von den New York Mets gewählt. Zuvor war er bei den Purdue Boilermakers, dem Baseballteam der Purdue University in West Lafayette aktiv. 2013 spielte er für die Savannah Sand Gnats, dem damaligen A-Level Minor League Team der Mets in 65 Partien. Mitte der Saison wurde er auf Advanced A Level zu den St. Lucie Mets hochgestuft und bestritt dort 60 Spiele. 
Zur Saison 2014 durfte Plawecki beim AA-Team der Mets, den Binghamton Mets, starten. In 58 Spielen überzeugte er offensiv mit einem Schlagdurchschnitt von 32,6 % und 43 RBI. Am 26. Juni 2014 wurde der Spieler dann in die höchste Minor League Klasse zu den Las Vegas 51s berufen, bei denen er bis Saisonende in 43 Spielen 21 RBI für sein Team beisteuerte. 
Auch 2015 begann Plawecki wieder bei den 51s und wurde nach 22 Spielen aber noch im April erstmals in Major League Team berufen.

### Major League
Plawecki feierte sein MLB Debüt am 21. April 2015 beim 7:1-Heimsieg gegen die Atlanta Braves, bei dem ihm gleich 2 Hits und zwei Runs gelangen. Plawecki war als Ersatz für Travis d’Arnaud in den MLB-Kader gekommen, der sich zwei Tage zuvor nach einem Hit by Pitch die Hand gebrochen hatte. Am 25. April gelang ihm in seinem vierten Einsatz sein erster Home Run beim 8:2-Erfolg gegen die New York Yankees. Plawecki wurde dadurch zum ersten Spieler der Geschichte, dem sein erster Home Run in einem Subway Series Spiel gelang. Bis Saisonende bestritt Plawecki 73 Spiele für die Mets, kam auf einen Schlagdurchschnitt von 21,9 % und erzielte 21 RBI. 
Bereits seit 2014 klagte Plawecki in unregelmäßigen Abständen über Schwindel, verpasste deshalb auch 2014 und 2015 einige Spiele und ließ mehrere Untersuchungen durchführen, um die Ursache herauszufinden. Zwischen den Spielzeiten 2015 und 2016 wurde schließlich ein chirurgischer Eingriff an Plaweckis Nasennebenhöhle vorgenommen, die als Quelle des Schwindelgefühls ausgemacht wurde. Am 21. Juni 2016 wurde Plawecki zurück zu den Las Vegas 51s versetzt, um Platz im Kader für den von einer erneuten Verletzung genesenen Travis d’Arnaud zu machen.

## Privatleben
Plawecki ist seit November 2015 verheiratet. Er pflegt eine enge Freundschaft mit Travis d’Arnaud.